# Mill Creek, Pennsylvania
Mill Creek là một thị trấn thuộc quận Huntingdon, tiểu bang Pennsylvania, Hoa Kỳ. Năm 2010, dân số của thị trấn này là 328 người.